# جين بالارد داير
جين بالارد داير (بالإنجليزية: Jane Ballard Dyer)‏ وهي سياسية من جنوب كارولينا. في عامي 2008 و 2010، نجحت في الفوز بالمقعد الثالث للكونجرس في ولاية كارولاينا الجنوبية كمرشحة للحزب الديمقراطي وحزب العائلات العاملة. كانت رائدة تجارية منذ عام 1988، وكانت طيارة في القوات الجوية الأمريكية.

## حياتها المبُكرة وتعليمها
ولدت جين بالارد داير في 11 تشرين الثاني / نوفمبر 1957 في غرينفيل (كارولاينا الجنوبية)، ونشأت في مقاطعة بيكنز (كارولينا الجنوبية)، وهي السادسة من بين ثمانية أطفال. بعد تخرجها من مدرسة إيسلي الثانوية، التحقت داير بجامعة كليمسون وحصلت على شهادتها في الهندسة الميكانيكية (1981) وتم تكليفها ضابطًا من خلال ROTC Air Force. كانت أول امرأة تحضر تدريب القوة الجوية التجريبية. خدمت في القوات الجوية الأمريكية 1981-1988.
حصلت داير على جناحها التجريبي، وكانت رائدة في إعادة التزود بالوقود من طراز بوينغ كيه سي -135 وسيسنا تي-37 تويت. زوجها جون كان طياراً مقاتلاً من القوات الجوية الأمريكية، حصل على «وسام القلب الأرجواني».
عادوا إلى ساوث كارولينا في عام 1988، وعملت داير كطيارة في شركة فيديكس منذ عشرين عامًا، وحالياً تعمل ككابتن على طائرة إيرباص إيه 300.
لدى جين أربعة أطفال وثلاثة أحفاد. كانت تعمل لطائرات تجارية لشركة ميشلان حتى تقاعدها.

## عملها السياسي

### حملة الكونغرس لعام 2008
ترشحت داير لمقعد الكونغرس الثالث في ولاية كارولاينا الجنوبية في عام 2008. وخسرت أمام عضو الكونغرس الجمهوري ج. جريشام باريت بنسبة 35٪ من الأصوات.

### حملة الكونغرس لعام 2010
أعلنت داير عن ترشحها لمنصب الدائرة الثالثة في الكونغرس في يناير 2010. وترشح عضو الكونغرس الحالي جي. جريشام باريت لمنصب حاكم ولاية كارولاينا الجنوبية، تاركًا مقعده مفتوحًا. فازت في 8 يونيو بمعدل 65 ٪ - لـ 35 ٪ على براين دويل. قامت داير بحملة لخلق وظائف في مجال التكنولوجيا النظيفة وتحسين التعليم العام ودعم المحاربين القدامى العسكريين. خسرت الانتخابات العامة لجيف دنكان بنسبة أصوات 62٪ إلى 36٪. أنفقت 272,698 دولارًا، وأنفق هو 935503 دولارًا.

## وصلات خارجية
- Jane Dyer for Congress official campaign site
- Campaign contributions from مركز السياسة المستجيبة  [لغات أخرى]‏
- SC Democratic Party